# Nikolay Kucherskiy

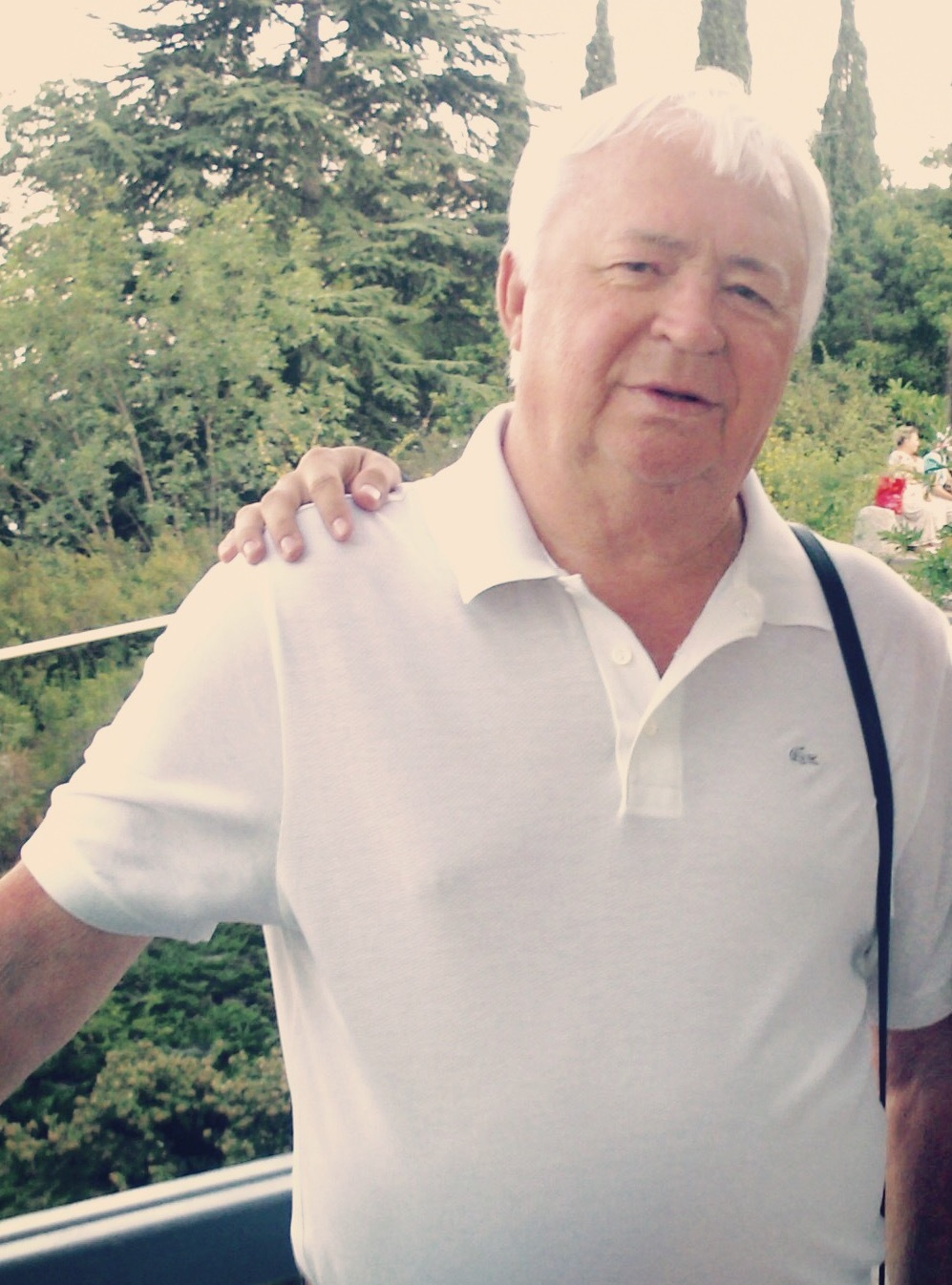
Nikolay Kucherskiy, 2009

Nikolay Ivanovich Kucherskiy (kyrillisch Николай Иванович Кучерский, russisch Николай Иванович Кучерский Nikolai Iwanowitsch Kutscherski; * 21. Juli 1937 in Melitopol; † 13. Dezember 2018 in der Oblast Moskau) war ein usbekischer Industrieller und Politiker. 1996 wurde ihm der Titel Held Usbekistans verliehen.

## Leben
Nikolay Kucherskiy wurde am 21. Juli 1937 in Melitopol geboren. 1961 schloss er das Bergbauinstitut Dnipropetrowsk mit einem Abschluss in Bergbauingenieurwesen ab. Er begann seine berufliche Laufbahn 1961 als Bergbaumeister im Bergbau- und Metallurgiekombinat Navoiy in Uchquduq und arbeitete anschließend als Sektionsleiter, Steinbruchleiter, Chefingenieur und später als Direktor der Zentralen Erzabteilung. 1985 wurde er zum Generaldirektor des Bergbau- und Metallurgiekombinats Navoiy ernannt, was er bis 2008 blieb.
Kucherskiy promovierte in technischen Wissenschaften und wurde als Verdienter Ingenieur Usbekistans anerkannt. Er war Professor am Staatlichen Bergbauinstitut Navoiy und am Taschkenter Institut für Planung, Bau und Betrieb von Straßen.
Von 2000 bis 2005 war er Abgeordneter im Oliy Majlis und ab 2005 Abgeordneter im Senat des Oliy Majlis.
Er starb am 13. Dezember 2018 in einer Klinik in der Oblast Moskau und wurde in Moskau auf dem Chowanskoje-Friedhof beigesetzt.

## Auszeichnungen
- Held Usbekistans (26. August 1996)[8][9][10]
- Orden „Vom Volk und vom Vaterland respektiert“ (25. August 2000)[11][10]
- Orden „Für selbstlosen Dienst“ (20. Juli 2007)[12].
- Orden der „Freundschaft“ (25. August 1994)[13]
- Orden des Fürsten Jaroslaw des Weisen 5. Klasse (17. Juli 2007, Ukraine)[14]
- Verdienstorden 3. Klasse (16. Dezember 2002, Ukraine)[15]
- Orden der Oktoberrevolution (1983)
- Orden des Roten Banners der Arbeit (1970)
- Orden des Ehrenzeichen der Sowjetunion (1966)
- zwei Staatspreise der UdSSR (1980 und 1987)